# Тре Стеле (Бјела)
Тре Стеле је насеље у Италији у округу Бијела, региону Пијемонт.
Према процени из 2011. у насељу је живело 18 становника. Насеље се налази на надморској висини од 194 м.